# ZUIDerbierke
ZUIDerbierke is een Belgisch bier van hoge gisting.
Het bier wordt gebrouwen in Brouwerij Donum Ignis te Sinaai.
Het is een roodbruin bier met een alcoholpercentage van 8,2%. Dit bier behaalde de zesde plaats op het Zythos-bierfestival in 2011.